# Humour britannique
 (mars 2015).
- Si vous ne connaissez pas le sujet, laissez ce bandeau (vous pouvez alors contacter les auteurs).
- Si vous supprimez le contenu mis en cause (vous pouvez préalablement contacter les auteurs),

argumentez précisément cette suppression dans la page de discussion
(un manque de référence n'est pas un argument ; une recherche réelle de référence doit avoir été effectuée, être formellement documentée).
L’humour britannique, souvent appelé « humour anglais », désigne communément une forme d’humour sophistiquée caractérisée par son recours à la noirceur et à l’absurde. Il est cependant très réducteur de le considérer comme une variété d’humour parmi d’autres[réf. nécessaire] : l’humour anglais est à l’origine de l’acception actuelle du mot « humour », comme l'atteste l’étymologie même du mot.

## Historique
Le terme « humour » est emprunté à la théorie des humeurs de Galien, qui est restée longtemps la base de la médecine. Ce n’est que vers la fin du Moyen Âge qu’elle est sérieusement remise en cause par la science européenne. La controverse suscite un tel engouement pour le mot qu’il en perd toute signification précise : on ne parle d’humeur (humour en anglais) que pour évoquer des lieux communs. On trouve par exemple chez Shakespeare un personnage qui ressasse le mot comme une rengaine idiote (Nym, dans Henry V).
Au XVIIIe siècle, le mot est tellement employé à tort et à travers qu’il subit une véritable « explosion sémantique », selon l’expression d’Escarpit. Il en sort une nouvelle signification, qui se développe d’abord en Angleterre, avant de s’imposer dans toutes les langues européennes. Elle évoluera cependant différentes manières selon les cultures et l’on peut donc considérer que l’humour anglais, au sens de l’humour d’Angleterre, a sa propre originalité. Certains considèrent même que son évolution insulaire en a fait une sorte d’espèce endémique, absolument unique. Ce qui est sûr, c’est que les Anglais ont cultivé l’humour comme un élément fondamental de leur culture et lui ont accordé une place importante dans leur tradition littéraire.
D’après Cazamian, c’est à Ben Jonson que l’on doit l’association sémantique de l’humour et du comique : dans Every Man Out of his Humour, cet écrivain contemporain de Shakespeare en donne une définition très proche de la folie et débarrasse définitivement le mot de la dimension tragique de son origine médicale. Les personnages de Jonson sont en décalage avec leur propre tempérament (humour) : ils ont une double nature. Cette idée de dualité se retrouve sans cesse dans la littérature et l’histoire anglaises.
La conscience souriante de notre propre excentricité, c’est-à-dire de notre double nature, est précisément la signification première du sens de l’humour. Potter la nomme également « réflexe anglais » et considère cette faculté comme une composante importante de la vie sociale anglaise. De fait, le sens de l’humour transmis par l’éducation anglaise est une valeur si précieuse qu’il a longtemps été approprié par les classes supérieures. Il faut cependant distinguer l’humour de l’esprit, généralement utilisé par les élites comme signe d’appartenance sociale. Alors que l’esprit est souvent méchant et conformiste, l’humour est humaniste, dépourvu d’influence de classe et appelle l’autodérision. On trouve à ce propos dans l’Utopie de Thomas More cette phrase révélatrice : « Alors que je cherche à guérir la folie des autres, je dois moi-même être fou ».

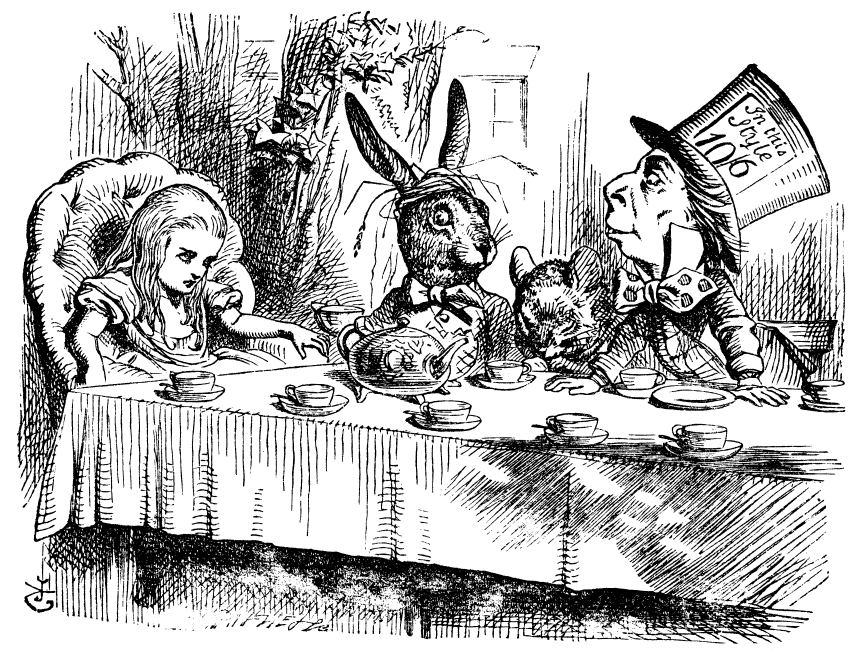
Illustration dAlice au pays des Merveilles de L. Carroll (John Tenniel, 1865)

Le sens de l’humour va peu à peu devenir une attitude volontairement construite, caractérisée par une intention comique, et se rapprocher de l’attitude du pince-sans-rire. C’est au XIXe siècle qu’il connaît un renouveau majeur avec l’arrivée du nonsense dont Lewis Carroll est l’un des plus célèbres représentants. Le nonsense est l’art de développer des raisonnements dénués de sens sous une apparence logique : « Ne faites pas à une barquette de Lu ce que vous ne voudriez pas qu'une barquette de Lu vous fasse. ». Selon Laffay, le nonsense serait le « sens de l’humour appliqué aux mots » c’est-à-dire la conscience de la part d’irrationnel du langage. Le nonsense est en fait une façon de prendre acte de cette dimension irrationnelle : la tradition française, quant à elle, a cultivé le jeu de mots.
Aujourd’hui, l’originalité que l’humour anglais doit à sa longue maturation et peut-être à son insularité commence à s’éroder sous l’effet d'un croisement culturel. L’humour anglais reste cependant plus que tout autre la « politesse du désespoir », suivant l’élégante formule de Chris Marker.

## Œuvres littéraires représentatives
- Samuel Beckett, Murphy
- Robert Burton, Anatomie de la mélancolie
- Lewis Carroll, Sylvie et Bruno
- Jerome K. Jerome, Trois hommes dans un bateau
- Shakespeare, Henry V
- Laurence Sterne, Tristram Shandy
- Jonathan Swift, Modeste Proposition pour éviter aux enfants pauvres d’Irlande d’être une charge pour leurs parents et leur pays
- Oscar Wilde, Le Portrait de Dorian Gray
- Douglas Adams, Le Guide du voyageur galactique
- Terry Pratchett, Les Annales du Disque-Monde

## Œuvres cinématographiques représentatives
- Kenneth Branagh, Beaucoup de bruit pour rien (1993), d'après la pièce de William Shakespeare (1600)
- Stanley Kubrick, Docteur Folamour (1963), selon Peter George (auteur) (1963)
- Troupe des Monty Python, Le Sens de la vie (1982)

## Citations
« Comment reconnaître l'humour anglais de l'humour français ? L'humour anglais souligne avec amertume et désespoir l'absurdité du monde. L'humour français se rit de ma belle-mère. » (Pierre Desproges, Les Étrangers)
« -Over here we have our random number generator -Nine nine nine nine nine nine -Are you sure that's random ? -That's the problem with randomness : you can never be sure. »
« -Voici notre générateur de nombres aléatoires. -Neuf neuf neuf neuf neuf neuf -Êtes-vous certain que c'est aléatoire? -C'est le problème avec l'aléatoire : on ne peut jamais en être certain »
— Dilbert (États-Unis), Tour of accounting, 2001